# Elisabeth Orth (Politikerin)

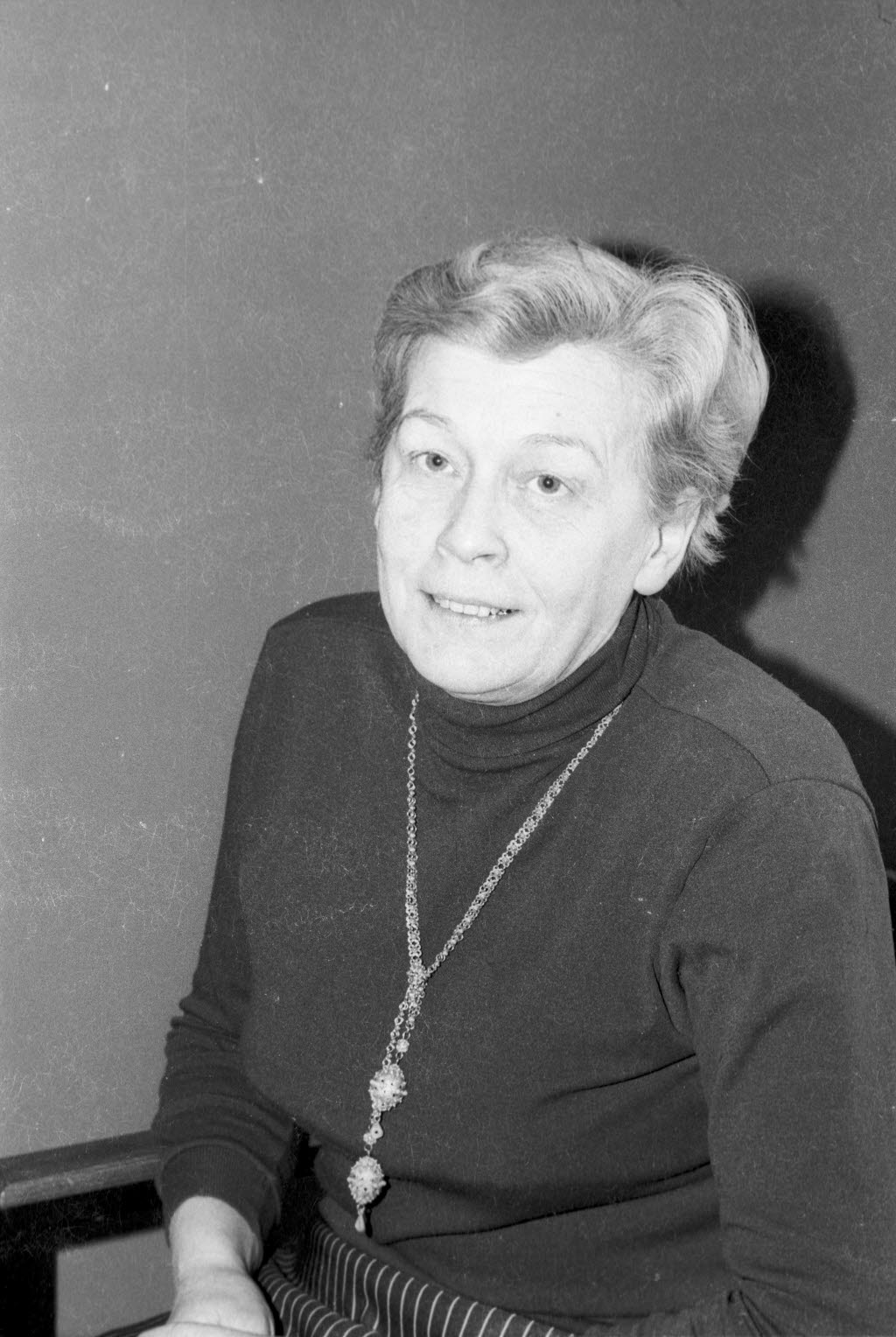
Elisabeth Orth (1970)

Elisabeth Orth geb. Fritz (* 24. März 1921 in Hannover; † 10. Mai 1976 in Köln) war eine deutsche Politikerin (SPD).

## Leben und Politik
Orth war Diplomlandwirtin. Von 1946 bis 1947 arbeitete sie im Landwirtschaftsministerium von Württemberg-Baden, danach war sie Hausfrau. Sie war seit 1963 Mitglied der SPD. Sie war Vorsitzende des Landesfrauenausschusses Schleswig-Holstein und wurde 1969 über die Landesliste Schleswig-Holstein in den Bundestag gewählt. Bei der Wahl 1972 wurde sie im Wahlkreis Rendsburg – Neumünster direkt gewählt. Sie war von 1969 bis zu ihrem Tode 1976 Mitglied des Deutschen Bundestages. Ihr Nachfolger wurde Rudolf Herbers. Von 1970 bis 1976 war sie außerdem Abgeordnete im Europaparlament.
Ab 1972 baute sie in Schleswig-Holstein die Arbeitsgemeinschaft sozialdemokratischer Frauen auf, die das System der Ortsfrauengruppen für die frauenpolitische Arbeit ersetzte, und wurde von 1972 bis 1975 die erste Vorsitzende des ASF-Landesfrauenausschusses wie es damals noch hieß, zeitweise auch Mitglied des Bundesfrauenausschusses. Die SPD erinnerte in ihrem Nachruf:

„Dem unermüdlichen Einsatz von Elisabeth Orth ist es zu verdanken, daß Fragen der rechtlichen und politischen Gleichstellung der Frau in unserer Gesellschaft für die SPD Schleswig-Holsteins ein politisches Anliegen mit oberster Priorität wurde [sic!]."“

Sie war verwitwet und hatte fünf Kinder.